# ベイラ (ソマリア)
ベイラ (Bayla, Bender Beyla, Bandarbeyla, Bandar Baila, ソマリ語: Bandar Beyla, アラビア語: بندر بيلا)はソマリア連邦の構成国プントランドの町。ソマリアの行政区画ではバリ地域、プントランドの行政区画ではカルカール地域に属する。2005年の人口は5400人。郊外を合わせてベイラ地区と呼ばれる。ベイラ地区全体の人口は1万4376人。
ソマリア東岸線沿いの岬の付け根にあったため、近代までは航海上の目印だった。その後は漁師の町となったが、ソマリア沖の海賊が盛んだった2000年代には拠点の一つとなった。

## 市長
- Siciid Maxamed Xirsi (Siciid Aanteeno) 2012[2]

- Siciid Aadan Cali (Siciid Anteeno) 2015[3], 2016年に再選[4]～2021年7月[5]

- Cabdirashiid Yuusuf Cali (Cabdirashiid Daacad) 2021年7月～[6]

## 歴史
ベイラはマバー岬（Ras Ma'bar）の付け根にあり、アラビア半島とアフリカの角を行き来する船乗りにとって重要な目印となっていた。
ベイラは縫合船の一種であるベデンの製作場所として知られている。

### ソマリア独立後
1962年、ソマリア2代目首相のアブディラシッド・アリー・シェルマルケは、ガローウェとベイラをソマリアの指定地区とした。
1974年の推定人口は5万4千人。
1975年、小学校が建てられた。

### ソマリア内戦後
2004年の調査によれば、ベイラの漁獲高は魚が年間24トン、サメが2000トン。
2004年のスマトラ島沖地震で発生した津波でベイラは大きな被害を受けた。
2008年10月、ベイラ沖で乗組員11人の船がソマリア沖の海賊に襲われたが、プントランド軍により奪還された。
2011年2月にはベイラを拠点とするソマリア沖の海賊が米国人のプライベートヨットを襲い、アメリカの特殊部隊と争う間に人質4人、海賊2人が殺害され、海賊15人が逮捕された。3月にはクウェートが所有する29人が乗る船が海賊に拘留され、身代金500万ドルが要求された。
2012年の報告によれば、ベイラには電気が無いので夜は暗い。一部企業は民間の発電会社から電気を受けているがそれも夜の6時から9時まで。警察署も刑務所も無いが治安は良い。小学校と中学校が一つずつあった。また、内戦を避けて国内避難民が250家族以上が住んでいた。
2013年11月に襲った熱帯性低気圧ARB 01により、プントランドのベイラ、エイル、Dungayaroの3点で囲まれた300平方キロメートルに大きな被害が出た。
2015年10月、プントランド政府は地元のKaalo NGOとUN-HABITATと共同で、社会サービスや徴税を進める上で重要となる国税調査を開始した。特にガローウェ・ボサソ高速道路沿いで取り組まれており、ベイラ地区も重点調査地域とされた。
2016年3月、イスラーム武装勢力のアル・シャバブがベイラ地区の一部に侵入したと報告された。
2017年1月、カルドとベイラの間の220キロメートルを結ぶ道路プロジェクトが発足した。
2018年3月、ユニセフなどによりプントランドの9つの地区で開発プロジェクトが始められ、ベイラ地区もその一つに選ばれた。しかし2019年6月、ベイラ地区で行われていたプロジェクトは汚職があったとのことで中止された。
2020年5月、プントランドのデニ大統領が作った政党カーに政府の資金が使われているとしてベイラで抗議デモが行われた。
2021年7月、ベイラの病院に産科病棟が設置された。